# Дифференциальная теория Галуа
Дифференциальная теория Галуа — раздел математики, который изучает группы Галуа дифференциальных уравнений.

## Предпосылки и основная идея
В 1830-х годах Лиувилль создал теорию интегрирования в элементарных функциях, важным достижением которой было доказательство невозможности взятия в элементарных функциях интегралов от таких функций, как
{\displaystyle f(x)=e^{-x^{2}},}
{\displaystyle f(x)={\frac {\sin x}{x}},}
{\displaystyle f(x)=x^{x},}
Нужно иметь в виду, что понятие элементарной функции — всего лишь соглашение. Если добавить функцию ошибок к классу элементарных функций, то первообразная от функции {\displaystyle f(x)=e^{-x^{2}}} станет элементарной. Тем не менее, можно бесконечно расширять таким образом класс элементарных функций, но всегда будут оставаться функции, первообразные которых не относятся к элементарным.
Обобщение его идей, предпринятое в начале XX века, и привело к созданию дифференциальной теории Галуа, которая, в частности, позволяет выяснить, имеет ли функция первообразную, которая выражается через элементарные функции. Дифференциальная теория Галуа основана на теории Галуа. Алгебраическая теория Галуа исследует расширения алгебраических полей, а дифференциальная теория Галуа — расширения дифференциальных полей, то есть полей, для которых введено дифференцирование, {\displaystyle {\mathcal {D}}}. В дифференциальной теории Галуа много похожего на алгебраическую теорию Галуа. Существенное различие этих построений состоит в том, что в дифференциальной теории Галуа используются матричные группы Ли, а в алгебраической теории Галуа — конечные группы.

## Определения
Для любого дифференцируемого поля {\displaystyle F} есть подполе
{\displaystyle \operatorname {Con} F=\{f\in F\mid {\mathcal {D}}f=0\},}
которое называется полем констант {\displaystyle F}. Для двух дифференциальных полей {\displaystyle F} и {\displaystyle G} поле {\displaystyle G} называется логарифмическим расширением {\displaystyle F}, если {\displaystyle G} является простым трансцендентным расширением {\displaystyle F} (то есть {\displaystyle G=F(t)} для некоторого трансцендентного {\displaystyle t}), так что
{\displaystyle {\mathcal {D}}t={\frac {{\mathcal {D}}s}{s}}} для некоторого {\displaystyle s\in F}.
Это разновидность логарифмической производной. Для интуитивного понимания можно представить себе {\displaystyle t} как логарифм некоторого {\displaystyle s} из {\displaystyle F}, и тогда это условие аналогично правилу взятия производной сложной функции. При этом нужно иметь в виду, что логарифм, содержащийся в {\displaystyle F}, не обязательно единственный; с ним могут соседствовать несколько различных «логарифмообразных» расширений {\displaystyle F}. Аналогично, экспоненциальным расширением называется трансцендентное расширение, которое удовлетворяет формуле
{\displaystyle {\mathcal {D}}t=t{\mathcal {D}}s.}
Таким образом можно представить себе этот элемент как экспоненту от {\displaystyle s} из {\displaystyle F}. Наконец, {\displaystyle G} называется элементарным дифференциальным расширением {\displaystyle F}, если имеется конечная цепочка подполей от {\displaystyle F} до {\displaystyle G}, где каждое расширение является алгебраическим, логарифмическим или экспоненциальным.

## Примеры
Поле {\displaystyle \mathbb {C} (x)} рациональных функций одной переменной с дифференцированием по этой переменной. Константами этого поля являются комплексные числа {\displaystyle \mathbb {C} }.

## Основная теорема
Предположим, что {\displaystyle F} и {\displaystyle G} — дифференциальные поля, для которых {\displaystyle \operatorname {Con} F=\operatorname {Con} G}, и {\displaystyle G} является элементарным дифференциальным расширением {\displaystyle F}. Пусть {\displaystyle a\in F}, {\displaystyle y\in G} и, кроме того, {\displaystyle {\mathcal {D}}y=a} (то есть, {\displaystyle G} содержит первообразную {\displaystyle a}). Тогда существуют {\displaystyle c_{1},\dots ,c_{n}\in \operatorname {Con} F}, {\displaystyle u_{1},\dots ,u_{n},v\in F} такие, что
{\displaystyle a=c_{1}{\frac {{\mathcal {D}}u_{1}}{u_{1}}}+\dots +c_{n}{\frac {{\mathcal {D}}u_{n}}{u_{n}}}+{\mathcal {D}}v.}
Другими словами, «элементарная первообразная» есть только у тех функций, которые имеют вид, указанный в теореме. Таким образом, теорема утверждает, что только элементарные первообразные являются «простыми» функциями, плюс конечное число логарифмов простых функций.